# Stichopogon flaviventris
Stichopogon flaviventris är en tvåvingeart som beskrevs av Efflatoun 1937. Stichopogon flaviventris ingår i släktet Stichopogon och familjen rovflugor. Inga underarter finns listade i Catalogue of Life.